# تاریخچه لامپ پرتوی کاتدی
1. سه ساطع کننده الکترون (برای نقاط فسفری قرمز، سبز و آبی)
2. پرتوهای الکترونی
3. سیم پیچ‌های فوکوس
4. سیم پیچ‌های انحرافی
5. اتصال برای آندهای نهایی (که در برخی از کتابچه‌های راهنمای لوله دریافت به عنوان "ultor" نامیده می‌شود)
6. ماسک جداسازی پرتوها برای قسمت قرمز، سبز و آبی تصویر نمایش داده شده
7. لایه فسفر (صفحه نمایش) با نواحی قرمز، سبز و آبی
8. نمای نزدیک از قسمت داخلی صفحه با پوشش فسفر

1. سیم پیچهای انحراف
2. پرتو الکترونی
3. پیچک کانوننده
4. لایه فسفر در قسمت داخلی صفحه نمایش؛ با برخورد پرتو الکترونی نور ساطع می‌کند
5. فیلامنت برای گرم کردن کاتد
6. لایه گرافیت در سمت داخلی لوله
7. واشر لاستیکی یا سیلیکونی که در آن سیم ولتاژ آند وارد لوله می‌شود (کاپ آند)
8. کاتد
9. بدنه شیشه ای لوله که از هوا محفوظ است
10. صفحه نمایش
11. سیم پیچ یوک
12. الکترود کنترلی که شدت پرتو الکترونی و در نتیجه نور ساطع شده از فسفر را تنظیم می‌کند.
13. پین‌های تماس برای کاتد، رشته و الکترود کنترل
14. سیم برای آند ولتاژ بالا.

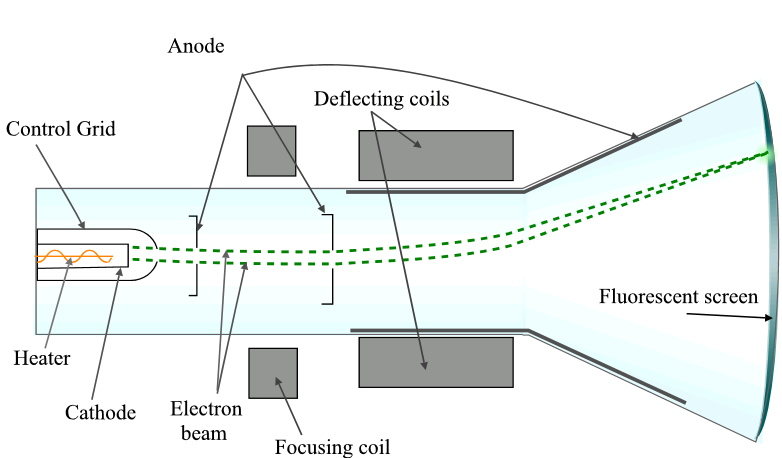
لوله پرتو کاتدی با متمرکز کردن و انحراف الکترومغناطیسی. قطعات نشان داده شده در مقیاس هم نیستند.

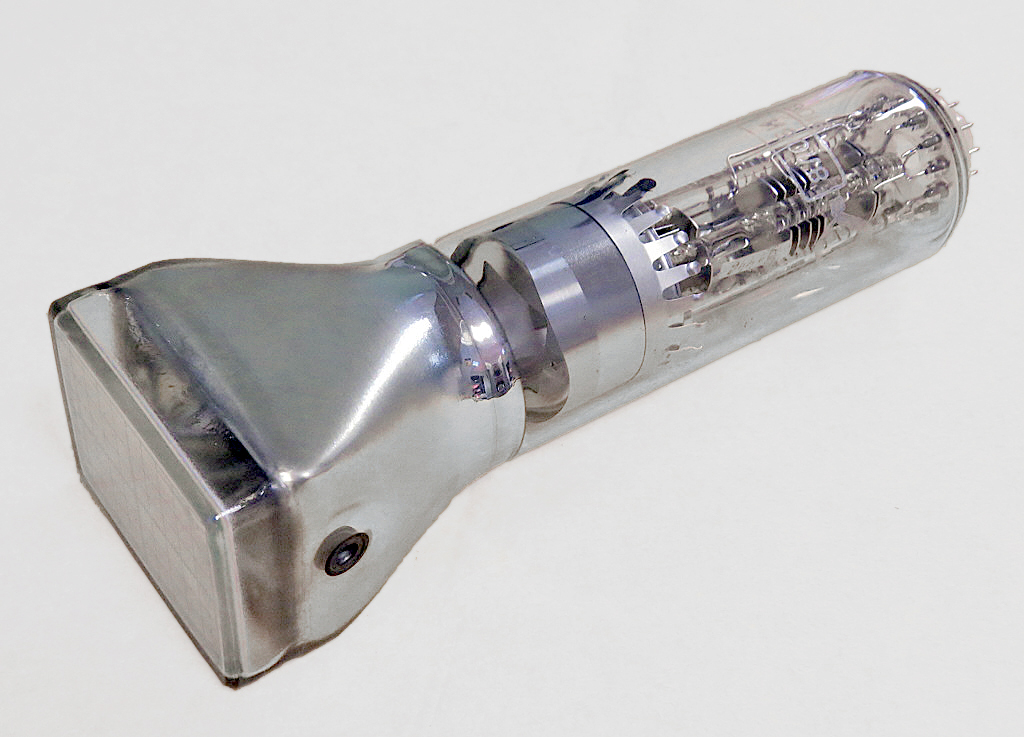
یک لوله اشعه کاتدی که در اسیلوسکوپ پیدا می‌شود.

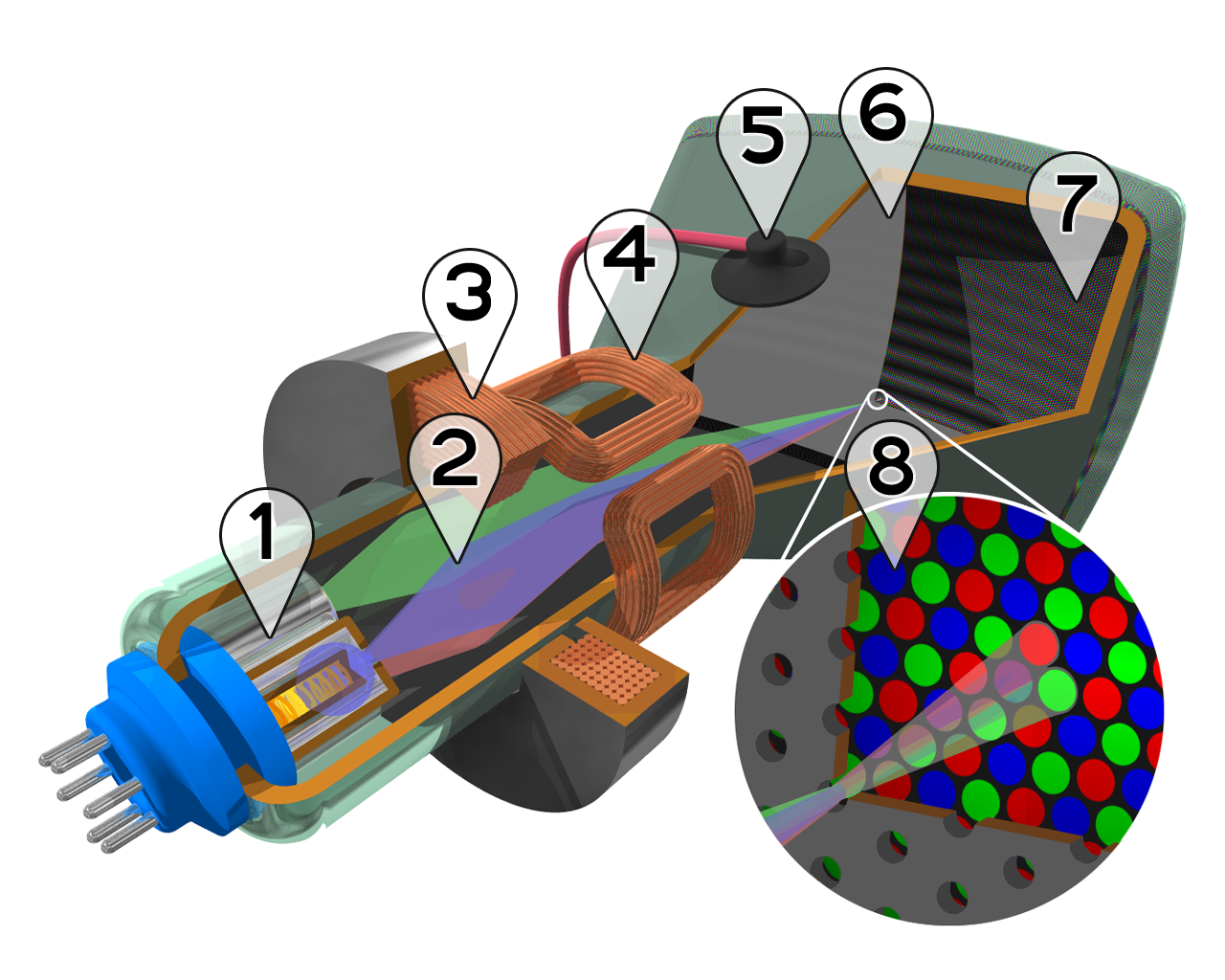
رندر بریده یک CRT رنگی:

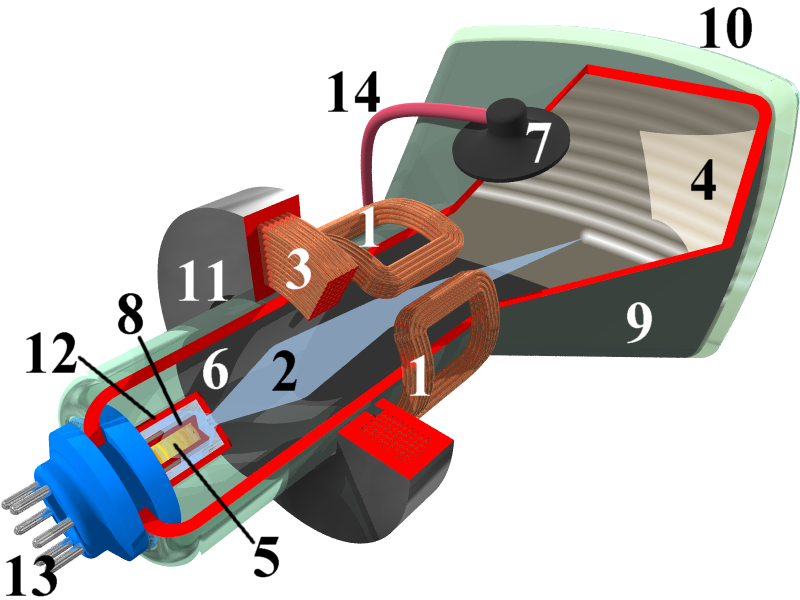
رندر بریده از CRT تک رنگ: تنها تفاوت‌های قابل مشاهده، تفنگ تک الکترونی، پوشش یکنواخت فسفر سفید و فقدان ماسک سایه است.

لوله پرتوی کاتدی (CRT) یک لوله خلاء است که دارای یک یا چند تفنگ الکترونی می‌باشد و پرتوهای الکترونی را ساطع می‌کنند و جهت نمایش تصاویر روی صفحه نمایش فسفری دستکاری می‌شوند. این تصاویر ممکن است که شکل موج‌های الکتریکی (اسیلوسکوپ)، تصاویر (تلویزیون، مانیتور کامپیوتر)، اهداف رادار، یا سایر پدیده‌ها را نشان دهند. CRT روی دستگاه تلویزیون غالباً لوله تصویر نام دارد. CRTها همچنین به عنوان دستگاه‌های حافظه استفاده می‌شوند، در این صورت، صفحه نمایش برای مشاهدهٔ ناظر در نظر گرفته نمی‌شود. اصطلاح پرتوهای کاتدی برای تعریف پرتوهای الکترونی هنگامی که برای اولین بار کشف شدند استفاده می‌شد، قبل از اینکه فهمیده شود آنچه که از کاتد ساطع می‌شود پرتوی از الکترون می‌باشد.
در تلویزیون‌های CRT و مانیتورهای کامپیوتر، کل قسمت جلوی لوله به‌طور مکرر و سیستماتیک در یک الگوی ثابت به نام رستر اسکن می‌شود. در دستگاه‌های رنگی، یک تصویر با کنترل شدت هر یک از سه پرتو الکترونی، یکی برای هر رنگ اصلی افزودنی (قرمز، سبز و آبی) با یک سیگنال ویدئویی به عنوان مرجع تولید می‌شود. در مانیتورها و تلویزیون‌های CRT مدرن پرتوها با انحراف مغناطیسی با استفاده از یوغ انحراف خم می‌شوند. انحراف الکترواستاتیک معمولاً در اسیلوسکوپ‌ها استفاده می‌شود.

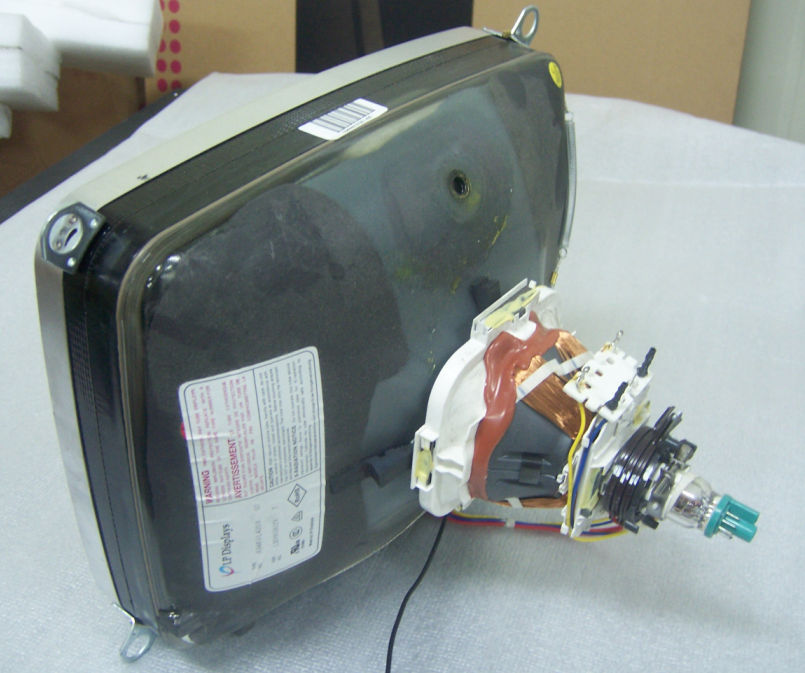
پشت یک لوله پرتو کاتدی رنگی ۱۴ اینچی که سیم پیچ‌های انحراف و تفنگ‌های الکترونی آن را نشان می‌دهد.

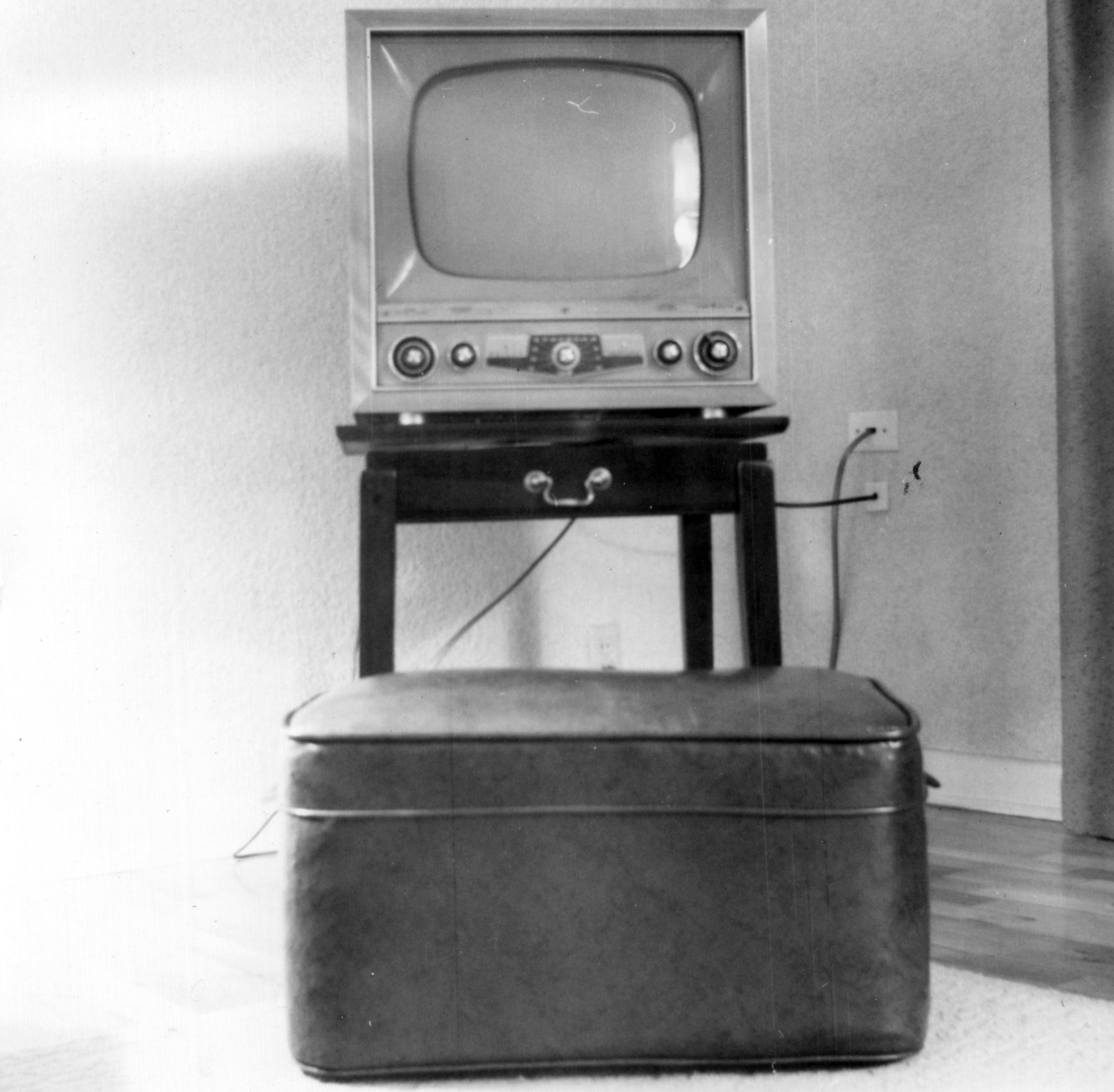
تلویزیون تک رنگ معمولی دهه ۱۹۵۰ ایالات متحده

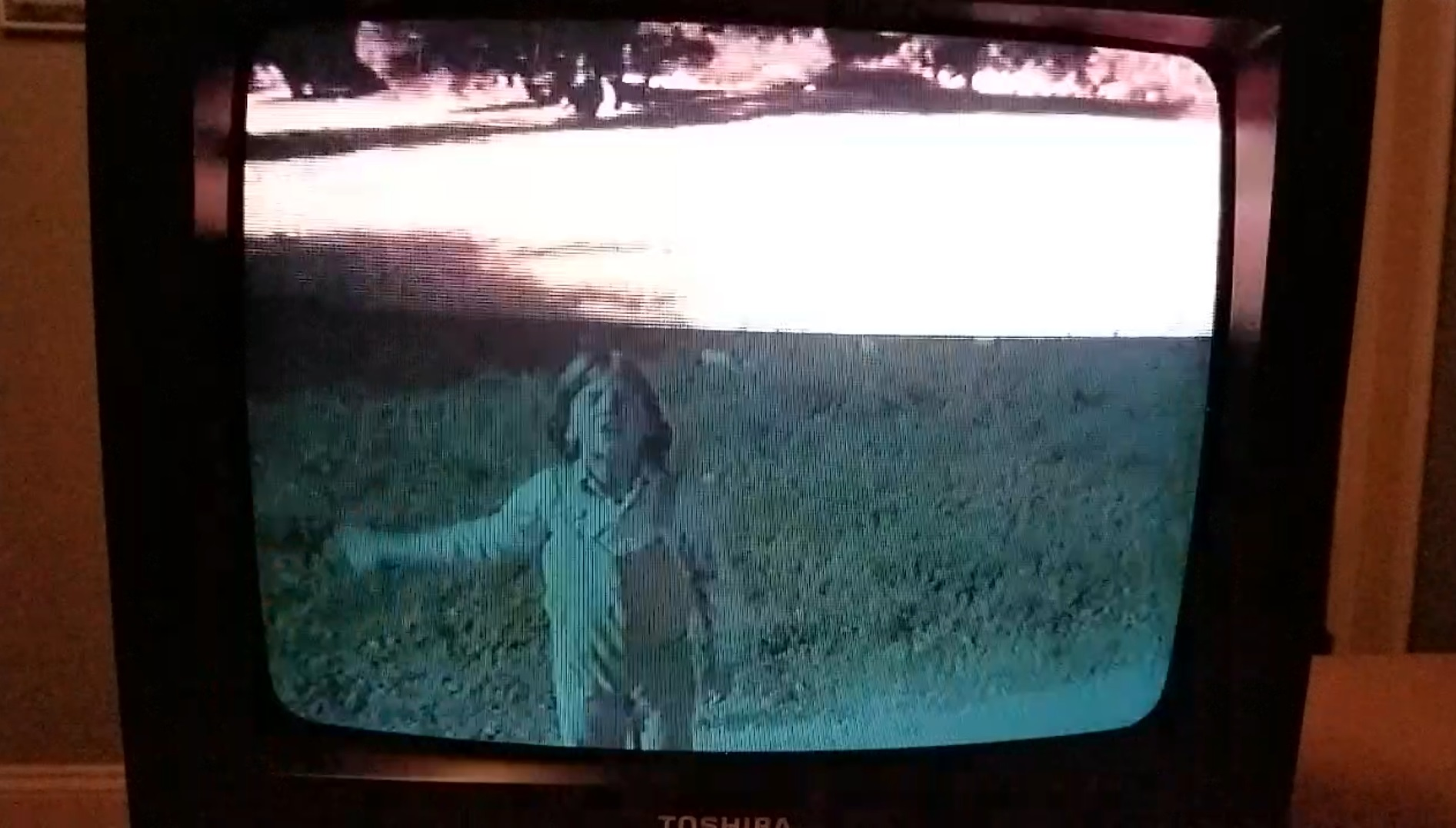
تصویری از یک تلویزیون CRT که خط نور را از چپ به راست با الگوی شطرنجی نشان می‌دهد

انیمیشن ساخت تصویر با روش interlacing

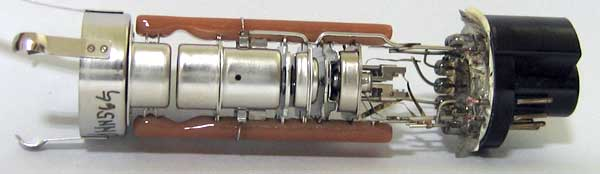
تفنگ الکترونی مانیتور رنگی کامپیوتر

CRT یک پاکت شیشه‌ای است که عمیق (یعنی طولانی از صفحه جلو تا انتهای صفحه)، سنگین و شکننده است. فضای داخلی به ۰٫۰۱ پاسکال (۱×۱۰−۷ اتمسفر استاندارد) تخلیه می‌شود تا ۰٫۱ میکروپاسکال (۱×۱۰−۱۲ اتمسفر استاندارد) یا کمتر، برای تسهیل پرواز آزاد الکترون‌ها از تفنگ(ها) به سطح لوله بدون پراکندگی در اثر برخورد با مولکول‌های هوا. به این ترتیب، کار با CRT خطر انفجار شدید را به همراه دارد که می‌تواند شیشه را با سرعت زیاد پرتاب کند. صورت معمولاً از شیشه سربی ضخیم یا شیشه باریم- استرانسیوم مخصوص ساخته شده‌است تا در برابر شکستگی مقاوم باشد و از انتشار بیشتر اشعه ایکس جلوگیری کند. CRTها بیشتر وزن تلویزیون‌های CRT و مانیتورهای کامپیوتر را تشکیل می‌دهند.
از اواسط دهه ۲۰۰۰، CRTها با فناوری‌های صفحه تخت مانند LCD، صفحه نمایش پلاسما، و نمایشگرهای OLED جایگزین شده‌اند که ساخت و اجرا ارزان‌تر هستند و همچنین به‌طور قابل توجهی سبک‌تر و حجم کمتری دارند. نمایشگرهای صفحه تخت نیز می‌توانند در اندازه‌های بسیار بزرگ ساخته شوند در حالی که ۴۰ اینچ (۱۰۰ سانتیمتر) تا ۴۵ اینچ (۱۱۰ سانتیمتر) تقریباً بزرگ‌ترین اندازه یک CRT بود.
یک CRT با گرم کردن الکتریکی یک سیم پیچ تنگستن کار می‌کند که به نوبه خود کاتدی را در پشت CRT گرم می‌کند و باعث می‌شود الکترون‌هایی ساطع کند که توسط الکترودها تعدیل شده‌است و متمرکز می‌شوند. الکترون‌ها توسط سیم‌پیچ‌ها یا صفحات انحرافی هدایت می‌شوند و یک آند آن‌ها را به سمت صفحه پوشش‌داده‌شده با فسفر شتاب می‌دهد که در اثر برخورد الکترون‌ها نور تولید می‌کند.

## تاریخچه

### اکتشافات

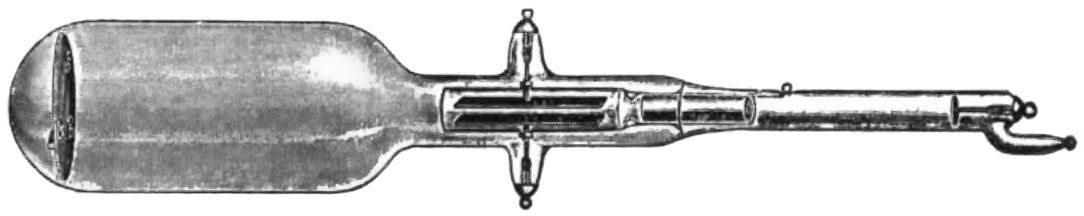
CRT کاتد سرد اصلی براون، ۱۸۹۷

پرتوهای کاتدی توسط جولیوس پلوکر و یوهان ویلهلم هیتورف کشف شد. هیتورف مشاهده کرد که برخی از پرتوهای ناشناخته از کاتد (الکترود منفی) ساطع می‌شوند که می‌تواند بر دیواره درخشان لوله سایه بیندازد، که نشان می‌دهد پرتوها در خطوط مستقیم حرکت می‌کنند. در سال ۱۸۹۰، آرتور شوستر نشان داد که پرتوهای کاتدی می‌توانند توسط میدان‌های الکتریکی منحرف شوند، و ویلیام کروکس نشان داد که می‌توانند توسط میدان‌های مغناطیسی منحرف شوند. در سال ۱۸۹۷، جی جی تامسون موفق به اندازه‌گیری نسبت بار به جرم پرتوهای کاتدی شد و نشان داد که این پرتوهای کاتدی از ذرات با بار منفی کوچک‌تر از اتم‌ها تشکیل شده‌اند، اولین ذرات زیر اتمی، که قبلاً توسط فیزیکدان ایرلندی جورج جانستون استونی در سال ۲۰۱۷، الکترون نامیده شده بود. ۱۸۹۱ اولین نسخه CRT به عنوان «لوله براون» شناخته می‌شد که توسط فیزیکدان آلمانی فردیناند براون در سال ۱۸۹۷ اختراع شد. این یک دیود کاتد سرد بود، تغییری در لوله کروکس با صفحه‌ای با پوشش فسفر. براون اولین کسی بود که استفاده از CRT را به عنوان یک دستگاه نمایشگر تصور کرد.
در سال ۱۹۰۸، آلن آرچیبالد کمپل-سوینتون، عضو انجمن سلطنتی (بریتانیا)، نامه ای را در مجله علمی Nature منتشر کرد که در آن توضیح داد که چگونه می‌توان با استفاده از یک لوله پرتو کاتدی به «دید الکتریکی دور» دست یافت. لوله براون به عنوان یک دستگاه فرستنده و گیرنده. او دیدگاه خود را در یک سخنرانی در لندن در سال ۱۹۱۱ گسترش داد و در The Times و مجله انجمن Röntgen گزارش داد.
اولین لامپ پرتو کاتدی که از کاتد داغ استفاده می‌کرد توسط جان برتراند جانسون (که نام خود را به اصطلاح جانسون نویز داد) و هری واینر واینهارت از وسترن الکتریک ساخته شد و در سال ۱۹۲۲ به یک محصول تجاری تبدیل شد. معرفی کاتدهای داغ امکان ولتاژهای آند با شتاب کمتر و جریان‌های پرتو الکترونی بالاتر را فراهم کرد، زیرا آند اکنون فقط الکترون‌های ساطع شده از کاتد داغ را شتاب می‌دهد و دیگر لازم نیست ولتاژ بسیار بالایی برای القای انتشار الکترون از کاتد سرد داشته باشد.
در سال ۱۹۲۶ کنجیرو تاکایاناگی یک گیرنده تلویزیونی CRT را با یک دوربین فیلمبرداری مکانیکی نشان داد که تصاویری با وضوح ۴۰ خط دریافت می‌کرد. در سال ۱۹۲۷، او وضوح را به ۱۰۰ خط ارتقا داد، که تا سال ۱۹۳۱ بی رقیب بود. در سال ۱۹۲۸، او اولین نفری بود که چهره انسان را با صدای نیمه بر روی صفحه نمایش CRT مخابره کرد. در سال ۱۹۲۷، فیلو فارنسورث نمونه اولیه تلویزیون را ساخت. CRT در سال ۱۹۲۹ توسط مخترع ولادیمیر K. Zworykin نامگذاری شد. : 84 RCA یک علامت تجاری برای این اصطلاح (برای لوله اشعه کاتدی آن) در سال ۱۹۳۲ اعطا شد. در سال ۱۹۵۰ به‌طور داوطلبانه این اصطلاح را در اختیار عموم قرار داد.
در دهه ۱۹۳۰، آلن بی دومونت اولین CRTها را ساخت که ۱۰۰۰ ساعت استفاده کردند، که یکی از عواملی بود که منجر به پذیرش گسترده تلویزیون شد.
اولین تلویزیون‌های الکترونیکی تجاری با لوله‌های پرتوی کاتدی توسط Telefunken در آلمان در سال ۱۹۳۴ تولید شد.
در سال ۱۹۴۷، دستگاه سرگرمی لوله اشعه کاتدی، اولین بازی الکترونیکی تعاملی شناخته شده و همچنین اولین بازی که دارای صفحه نمایش لوله پرتو کاتدی بود، ساخته شد.
از سال ۱۹۴۹ تا اوایل دهه ۱۹۶۰، تغییری از CRTهای دایره ای به CRTهای مستطیلی صورت گرفت، اگرچه اولین CRTهای مستطیلی در سال ۱۹۳۸ توسط Telefunken ساخته شد. در حالی که CRTهای دایره ای معمول بودند، تلویزیون‌های اروپایی اغلب قسمت‌هایی از صفحه نمایش را مسدود می‌کردند تا حدودی مستطیلی به نظر برسد در حالی که مجموعه‌های آمریکایی اغلب تمام قسمت جلوی CRT را در معرض دید قرار می‌دادند یا فقط قسمت‌های بالایی و پایینی CRT را مسدود می‌کردند.